# ليام جوستين
ليام جوستين (بالإنجليزية: Liam Heath)‏ هو كاياكير بريطاني، ولد في 17 أغسطس 1984 في غلدفورد في المملكة المتحدة.

## وصلات خارجية
- ليام جوستين على موقع الاتحاد الدولي للكانو (الإنجليزية)
- ليام جوستين على موقع اللجنة الأولمبية الدولية (الإنجليزية)
- ليام جوستين على موقع أوليمبيديا (الإنجليزية)
- ليام جوستين على موقع اللجنة الأولمبية البريطانية (الإنجليزية)